# Baylongue
Ne doit pas être confondu avec Baïse.
La Baylongue ou Baïlongue, en provenance du Haut d'Estialescq, est un affluent gauche de la Baïsère ou Baysère, elle-même affluent gauche de la Baïse de Lasseube.

## Étymologie
Son nom vient de Baigt Loungue 'vallée longue' (Baglongue en 1441).

## Géographie
La Baylongue naît au Haut-d'Estialescq. Paul Raymond la présente formée du Chicq et du Caparrecq, peut-être par confusion avec le Laring.
L'enchaînement Laring - Baylongue - Baïsère est le plus long cours d'eau transitant par le bourg de Monein. La carte de Cassini l'appelle Baïse, réunion de l'Hibaruet (l'actuel Laring) et du Candeloup (qui correspond au cours supérieur de la Baylongue sur les cartes modernes).

## Départements et communes traversées
- Pyrénées-Atlantiques : Estialescq, Monein.

## Principaux affluents
- (D) l'Hibaruet[3], Laring[4] ou ruisseau de Naudy[5], 9,1 km en provenance de Houratade (Lasseube).